# Onomastica indiana

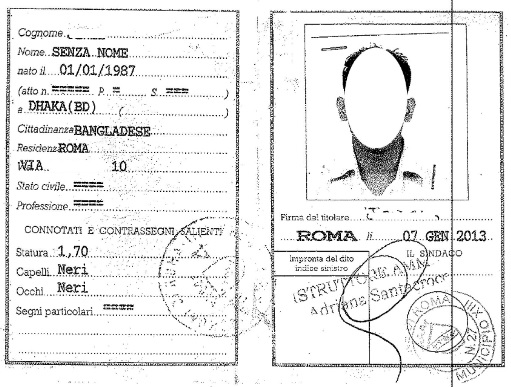
Carta d'identità di un cittadino bengalese "senza nome".

Nell'onomastica indiana generalmente non esiste il cognome vero e proprio; solo con l'epoca coloniale si è iniziato a utilizzare i nomi propri con funzione equivalente a quella dei cognomi occidentali.

## Metodi
I nomi che vengono usati come cognomi sono generalmente il nome della casta (es. Gandhi, Patel, Iyer, Mudaliar) o sottocasta di appartenenza (es. Balgangadhar Tilak), oppure l'ultimo dei nomi propri, oppure ancora il nome del mestiere o professione della persona. Non è raro, perciò, che padre e figlio abbiano "cognomi" diversi.
Vi sono comunità religiose che usano metodi propri per il cognome: i giainisti usano "jain" come cognome, mentre i sikh non avendo caste usano come cognome il nome del clan di appartenenza, preceduto da un nome intermedio che per gli uomini è Singh e per le donne è Kaur; spesso però il nome del clan viene tralasciato (soprattutto all'estero) e il nome intermedio viene usato come cognome. Il nome Singh però non indica sempre un sikh perché viene usato come nome anche dagli indiani non sikh delle regioni settentrionali.
In altri casi è il nome della città o località di provenienza che assume la funzione di cognome venendo preposto al nome proprio o così com'è (esempio: Maharajapuram Santhanam, dove Maharajapuram è il nome della città di provenienza) oppure, nel caso dei maratha, aggiungendo un suffisso -kar al nome della città. Chi emigra in occidente talvolta inverte l'ordine dei due nomi per facilitarne la percezione come cognome.
Un metodo in uso in Kerala, specialmente fra i cristiani siriani, è il nome della residenza familiare, detta tharavaad (es. Chemmanoor).
In altri casi il nome personale è diviso in due e la seconda parte funziona da cognome (esempi: Kishore Kumar e Abdul Kalam).
Esistono comunque casi di veri e propri cognomi: gli anglo-indiani (es. ), gli indo-portoghesi di Goa (es. Fernandes), i siro-cristiani (es. Verghese, derivato dal nome Gheorghios) e persino cognomi inventati (Nehru, Pilot). Infine vi è il caso di quegli indiani espatriati che hanno definitivamente adottato un cognome per adattarsi alla società occidentale.

### India meridionale
Nell'India meridionale è frequente l'uso del nome personale: ad esempio in R. K. Narayan, il nome personale è Narayan mentre R. K. sono le iniziali dei nomi dei propri avi. Infatti il fratello di Narayan si chiama R. K. Laxman, mentre le iniziali di un ipotetico figlio di Narayan dovrebbero essere K. N., dove N. sta appunto per Narayan. Fra i tamil questo sistema è chiamato vilasam e tradizionalmente può comprendere le iniziali degli avi fino alla settima generazione (es. M.K.K.M.Th.E. Ganesh) ma comunemente si usa solo la prima iniziale a partire da destra, cioè quella del padre (es. E. Ganesh). Tra le donne dell'India meridionale è diffuso l'utilizzo del cosiddetto patronimico inverso, cioè il nome del padre o del marito posposto al nome proprio. Esempi sono Chitra Visweswaran e Kamala Laxman, moglie del disegnatore R. K. Laxman.

### Telugu
Nella lingua telugu viene usato il genitivo per il cognome, per tale motivo il cognome nelle regioni in cui il telugu è lingua nativa, il cognome viene preposto al nome.

## Inconvenienti
La mancanza di un cognome vero e proprio è spesso causa di equivoci e intralci burocratici per gli indiani che emigrano in Occidente. Accade infatti che le autorità indiane scrivano sul passaporto tutti i componenti del nome nella casella first name e lascino vuota la casella last name, cosicché al momento dell'arrivo in occidente la mancanza di un cognome ufficiale complica il rilascio di documenti (come ad esempio il permesso di soggiorno) e in Italia la cosa viene talvolta risolta assegnando un "Senza Cognome" come cognome provvisorio. In Canada si è arrivati a proibire i cognomi Sikh, Singh e Kaur perché il loro alto numero rallentava troppo le procedure burocratiche legate all'immigrazione, ma nel 2007 la legge, in vigore da dieci anni, è stata abrogata.